# Éric Gérard (ingénieur)
Pour les articles homonymes, voir Éric Gérard et Gérard.
Éric Gérard, né le 22 septembre 1856 à Liège et mort le 28 mars 1916 à Paris, est un ingénieur belge.
Diplômé ingénieur des mines en 1878, Éric Gérard commence sa carrière à l'administration belge des télégraphes. Spécialisé en électricité, discipline naissante à cette époque, il va y consacrer toute sa carrière, grâce à Georges Montefiore-Levi qui le nomme en 1883 directeur de l'institut électrotechnique qu'il vient de fonder à l'université de Liège. Auteur des Leçons sur l'Électricité et du Cours de mesures électriques, Éric Gérard est une figure importante des débuts de la science de l'électricité, et de ses applications, en Europe : l'Institut Montefiore acquiert à cette époque une renommée mondiale.

## Publications
- Leçons sur l'Électricité, 1891 (sur Gallica)